# Grimes (Kalifornia)
Grimes – jednostka osadnicza w Stanach Zjednoczonych, w stanie Kalifornia, w hrabstwie Colusa.